# Koro Toro
Koro Toro es un asentamiento en la región sur de Borkou-Ennedi-Tibesti en Chad. Alberga el aeropuerto de Koro Toro y una prisión de máxima seguridad en el desierto, que es utilizada por el gobierno chadiano para encarcelar a terroristas de Boko Haram y grupos chadianos armados de la oposición.
También es conocido como sitio paleoantropológico y arqueológico, ya que el fósil de un hominino, Australopithecus bahrelghazali, fue descubierto en Koro Toro en enero de 1995 por Brunet y su equipo El yacimiento ha sido datado en 3,58±0,27 millones de años de antigüedad.